# FEW MZ 102
Die Mehrzweckarbeitsfahrzeuge MZ 102 sind schwere Nebenfahrzeuge, die zwischen 1974 und 1991 in insgesamt etwa 150 Exemplaren vom Forschungs- und Entwicklungswerk Blankenburg für die Deutsche Reichsbahn (DR) gebaut wurden. Es wird zwischen vier verschiedenen Ausführungen unterschieden. Nach den Fahrdienstvorschriften der Deutschen Reichsbahn, DV 408 waren die Mehrzweckarbeitsfahrzeuge (oder Mehrzweckgeräte) als schwere Nebenfahrzeuge, Gruppe C eingestuft. Damit verkehrten sie im Gegensatz zu den Skl von Anfang an auf Strecken als Zugfahrten mit Hauptsignalbedienung.

## Trägerfahrzeug MZ 102
Das Mehrzweckfahrzeug MZ 102 ist die Basis für die weiteren Varianten, die sich durch die Aufbauten, aber auch durch unterschiedliche Rahmenlängen und Achsstände unterscheiden.
Für die Streckenfahrt ist ein Dieselmotor eingebaut, der mit einem mechanischen Getriebe das Fahrzeug mit einer Höchstgeschwindigkeit von 80 km/h bewegt. Arbeitsfahrten im niedrigen Geschwindigkeitsbereich werden mittels eines hydraulischen Antriebs realisiert. Der Rahmen stützt sich über Metallgummifedern mit hydraulischen Schwingungsdämpfern auf den Radsatzlagergehäusen ab, die in Rollenlagern laufenden Radsätze sind dadurch in Bögen nicht radial einstellbar. Beide Radsatzwellen sind mit Scheibenbremsen versehen, somit ist auch ein Einsatz in Steigungen größer als 25 ‰ möglich. Die pneumatische Bremsanlage ist eine kfz-typische Druckluftbremse, vergleichbar mit den Skl der Bauart Schöneweide. Der Treibradsatz kann zusätzlich von beiden Seiten besandet werden. Als Hand- und Feststellbremse ist zusätzlich eine mechanische Spindelbremse vorhanden, die jedoch auf nur einen Radsatz wirkt. Der Führerstand ist schmaler als der Rahmen ausgeführt, um seitlich den Transport schmaler, langer Gegenstände wie Schienen zu ermöglichen. Aus diesem Grund ist zusätzlich der Führerstandsboden gegenüber der Ladefläche erhöht und die Einstiegstüren öffnen nach innen. Der Platz des Fahrzeugführers ist quer angeordnet, damit kann er in beiden Richtungen gleich gut sehen. Die Abdeckung von Motor und Getriebe dient als Sitzmöglichkeit für mitfahrende Personen. Die Bedienung ähnelt einem Lkw mit Handschaltung, es gibt zusätzlich einen Handgashebel. Zwischen dem Führerstandsaufbau und dem fernliegenden Radsatz besteht der Bodenrahmen nur aus einem kräftigen Mittellangträger mit waagerechten Befestigungsbohrungen, der den Einbau von Arbeitsgeräten für den Gleisrost ermöglicht.
Fahrzeuggeräte für die Zugbeeinflussung waren ursprünglich nicht vorhanden, doch wurden bei vielen Mehrzweckgeräten PZB-Einrichtungen nachgerüstet.

## Mehrzweck-Gleisarbeitsfahrzeug MZA

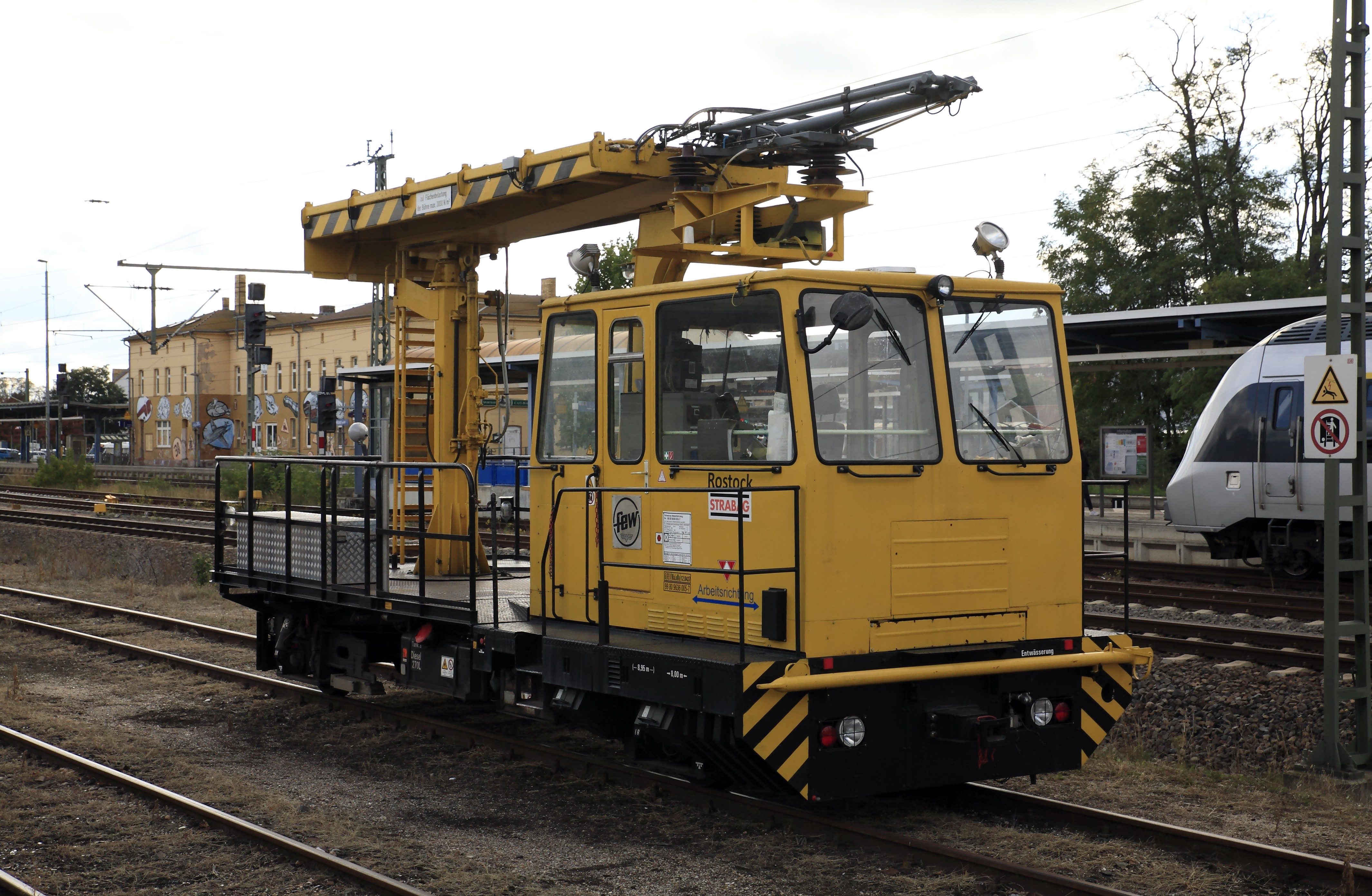
Ein MZA der Firma Strabag

Das Mehrzweck-Gleisarbeitsfahrzeug MZA besteht aus dem Trägerfahrzeug MZ 102, auf das eine Arbeitsbühne und ein Messstromabnehmer für Oberleitungsarbeiten aufgebaut wurden. Der Bereich hinter und neben dem Führerhaus ist ringsum von einem Gitter umgeben, der Zugang zur Arbeitsbühne erfolgt aus diesem Bereich mittels einer Leiter. Die Bühne ist heb- und schwenkbar und kann eine Nutzlast von 400 kg tragen, maximal dürfen vier Personen hiermit befördert werden.
Vom MZA wurden über 50 Fahrzeuge an die DR ausgeliefert, viele davon wurden mittlerweile an private Eisenbahn- und Gleisbauunternehmen verkauft.

## Mehrzweck-Gleisarbeitsfahrzeug MZG

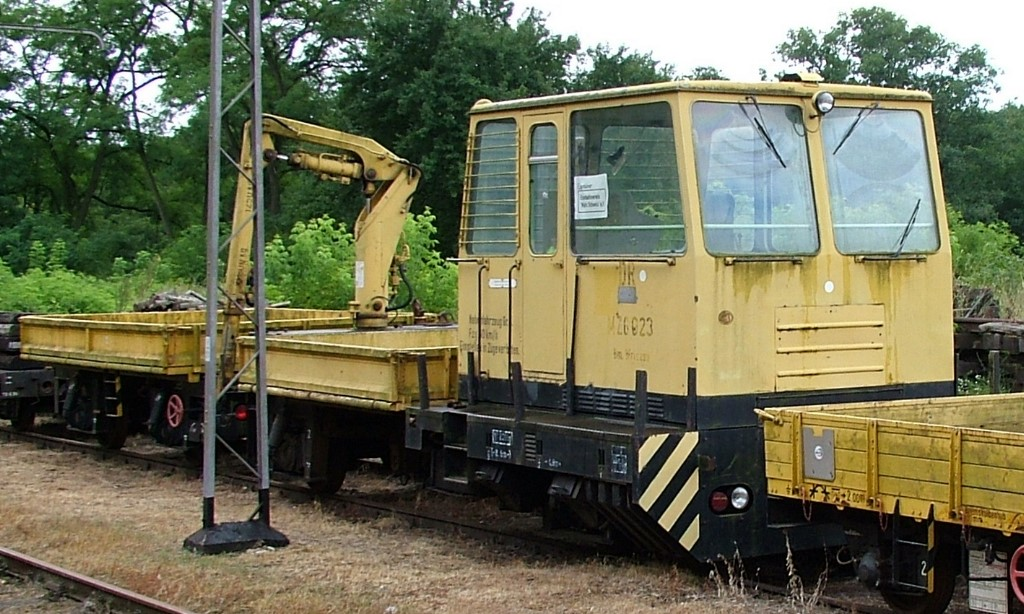
MZG 023 mit Anhänger bei der Buckower Kleinbahn

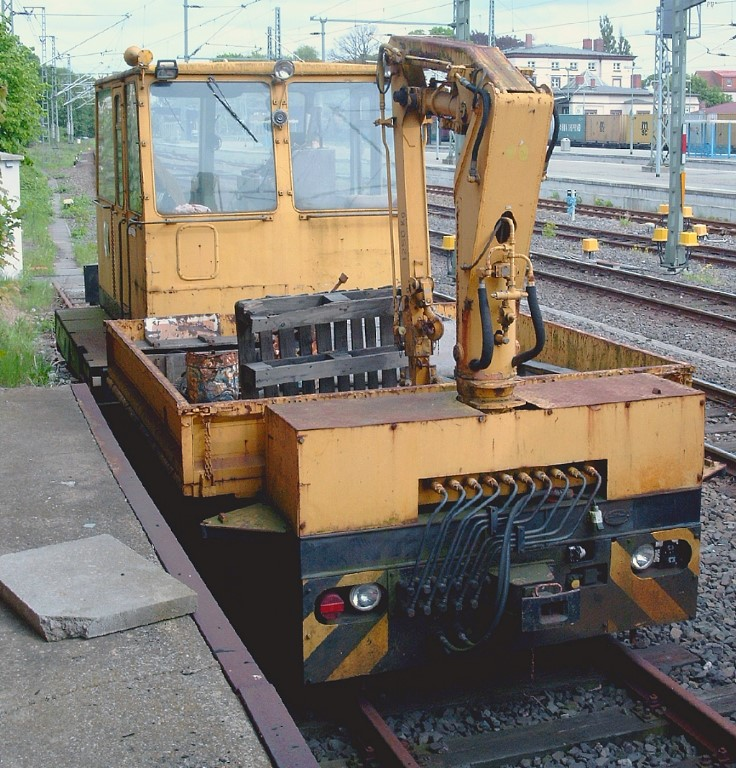
Heckansicht eines MZG

Die Ausführung des MZ 102 als Rottenkraftwagen wird als MZG bezeichnet. Hier ist hinter dem Führerhaus eine beidseitig kippbare Ladepritsche mit einer Traglast von fünf Tonnen aufgebaut, deren Seitenwände klappbar sind und durch Einsteckungen ersetzt werden können. Am Heck befindet sich ein hydraulischer Ladekran, dessen Hubhöhe mit einer mechanischen Sperre auf 4,5 m begrenzt ist, um auch unter eingeschalteter Oberleitung Arbeiten durchführen zu können. Als Zubehör für den Kran sind verschiedene Greifer und andere Hebewerkzeuge einsetzbar, die Anordnung am Heck ermöglicht auch die Be- oder Entladung eines Anhängers. Für die MZG wurden kurze Anhänger geliefert, deren Laufwerk mit Metallgummifedern und Achsscheibenbremsen dem der Triebwagen ähnelte. 
Auch vom MZG wurden über 50 Fahrzeuge bei der DR eingesetzt, auch hiervon fanden mehrere den Weg zu Privat- und Museumsbahnen.

## Mehrspindelschraubmaschine MZS
Die Mehrspindelschraubmaschine ist eine weitere Ausrüstungsvariante des MZ 102, die sich deutlich von den anderen Varianten unterscheidet. Hinter dem Führerhaus ist hier keine Ladefläche oder Arbeitsplattform aufgebaut, sondern auf dem Mittellangträger sind beiderseits hydraulische Schraubmaschinen zum Lösen oder Anziehen der Schienenbefestigungen der Oberbauformen K und W angebracht. Auf jeder Seite befinden sich sechs längs- und querverschiebbare Schraubmaschinen, dahinter quer zur Fahrtrichtung der Arbeitsplatz des Bedieners der Schraubeinrichtungen. Heckseitig (über der zweiten Achse) befindet sich der Hydrauliköltank mit den elektrischen betriebenen Steuerschiebern für die Schraubeinrichtung. Die Mehrspindelschraubmaschine arbeitet mit mehreren Programmen vollautomatisch, sie erkennt die Befestigungsmittel selbsttätig und kann auch mit wechselnden Schwellenabständen umgehen.

## Zugfahrzeug MZZ
Das Zugfahrzeug MZZ entstand 1995 durch Umbau eines MZG und diente als Triebfahrzeug für das Gleismessfahrzeug GMF 31. Für diesen Zweck wurden die nicht mehr benötigte Ladepritsche und der Kran abgebaut und durch Ballastblöcke aus Beton ersetzt, wodurch die Masse des Fahrzeugs von 11,2 auf 12,1 Tonnen stieg. Nach dem Ablauf der Untersuchungsfrist und Verkauf des GMF wurde das Fahrzeug zur Verschrottung abgestellt.